# DK18
De DK18 (Pools: Droga krajowa nr 18) is een route op het Poolse nationale wegennet. De weg loopt van de Duitse grens bij Olszyna (nabij Trzebiel) naar Krzyżowa. De weg is een van de belangrijkste Europese hoofdwegen en draagt het nummer E36. 
De weg is aangelegd geweest in de jaren '30 van de 20e eeuw. In die tijd lag dit deel van Polen in het Duitse rijk. Hitler heeft opdracht gegeven tot de bouw hiervan. 
Het verkeer dat richting Legnica en Wrocław rijdt, heeft op dit moment nog de eerste 70 km te maken met een wegdek uit de Hitler tijd. De nationale wegbeheerders organisatie heeft het ombouwen van deze weg meegenomen in een meerjarenplan van snelwegenbouw in Polen. De weghelft richting de Duitse grens is al wel vernieuwd.
In 2025 moet de hele weg in zijn geheel toegankelijk zijn. 
Aan te raden is om tot die tijd via Zuid Duitsland Polen binnen te rijden via Görlitz/Zgorzelec. De snelweg die daar loopt is de A4/E40.

## Steden langs de DK18
- Olszyna
- Krzyżowa.
- Trzebiel

DK1 · DK2 · DK3 · DK4 · DK5 · DK6 · DK7 · DK8 · DK9 · DK10 · DK11 · DK12 · DK13 · DK14 · DK15 · DK16 · DK17 · DK18 · DK19 · DK20 · DK21 · DK22 · DK23 · DK24 · DK25 · DK26 · DK27 · DK28 · DK29 · DK30 · DK31 · DK32 · DK33 · DK34 · DK35 · DK36 · DK37 · DK38 · DK39 · DK40 · DK41 · DK42 · DK43 · DK44 · DK45 · DK46 · DK47 · DK48 · DK49 · DK50 · DK51 · DK52 · DK53 · DK54 · DK55 · DK56 · DK57 · DK58 · DK59 · DK60 · DK61 · DK62 · DK63 · DK64 · DK65 · DK66 · DK67 · DK68 · DK69 · DK70 · DK71 · DK72 · DK73 · DK74 · DK75 · DK76 · DK77 · DK78 · DK79 · DK80 · DK81 · DK82 · DK83 · DK84 · DK85 · DK86 · DK87 · DK88 · DK89 · DK90 · DK91 · DK92 · DK93 · DK94 · DK95 · DK96 · DK97 · DK98